# Donald Payne Jr.
Donald Payne Jr. (ur. 17 grudnia 1958 w Newark, zm. 24 kwietnia 2024 w Newark) – amerykański polityk, członek Partii Demokratycznej.

## Działalność polityczna
Od 2006 zasiadał w radzie miejskiej Newark, a od 2010 był również jej przewodniczącym. W okresie od 6 listopada 2012 do śmierci 24 kwietnia 2024 przez siedem kadencji był przedstawicielem 10. okręgu wyborczego w stanie New Jersey w Izbie Reprezentantów Stanów Zjednoczonych.
Jego ojcem był Donald M. Payne.